# Бахадур Шах II
Сирадж уд-Дин Абу-л-Музаффар Мухаммад Зафар или Бахадур Шах, Бахадур Шах II (урду ابو ظفر سِراجُ الْدین محمد بُہادر شاہ ظفر‎; 24 октября 1775 — 7 ноября 1862, Рангун) — последний падишах Империи Великих Моголов, правивший с 28 сентября 1837 по 14 сентября 1857 года. Бахадур Шах был сыном Муин уд-Дин Абу Наср Мухаммада Акбар Шаха II и его жены Лалбай.

## Биография
В сентябре 1837 года после смерти своего отца, могольского падишаха Муин уд-Дин Абу Наср Мухаммад Акбара, Бахадур Шах стал последним падишахом Индии из династии Великих Моголов (1837—1857). Большую часть жизни не обладал никакой реальной властью, жил на денежное содержание, выплачиваемое ему Ост-Индской компанией, проводя время в обществе наложниц, придворных поэтов и музыкантов, а также за написанием собственных стихов.
На 82-м году жизни последнему Великому Моголу суждено было сыграть заметную роль в ходе Индийского народного восстания 1857—1858 годов. 11 мая 1857 года восставшие сипаи заняли Дели и заставили Бахадур-шаха подписать воззвание, в котором падишах сообщал о восстановлении имперской власти и призывал всех индусов объединиться для борьбы за родину и веру. Таким образом, волею восставших беспомощный, слабый духом и телом старец был поставлен во главе антианглийского восстания. Его сыновьям предоставили видные посты в сипайской армии. Впрочем, никакой реальной власти падишах по-прежнему не имел.
Позднее, уже после подавления восстания в Дели, когда началось судебное разбирательство, Бахадур-шах дал показания, из которых следовало, что он полностью находился в руках сипаев:

«Все документы, которые сипаи считали необходимыми, составлялись по их приказанию. После этого их приносили ко мне и заставляли прикладывать к ним печать. Часто они прикладывали печать на пустые и незаполненные конверты. Всякий раз, когда принцы Мирза Могол, Мирза Хайр Султан или Абубакр приносили ко мне петиции, их неизменно сопровождали сипайские командиры, которые приносили приказы, какие им было желательно, уже написанные на отдельных листах бумаги, и заставляли их переписывать моей собственной рукой. Я был во власти солдат, и они с помощью силы делали, что им нравилось».

В сентябре 1857 года британские войска штурмом взяли Дели, последний могольский падишах Бахадур-шах сдался в плен. Два его сына (Мирза Могол и Мирза Хизр Султан) и внук Мирза Абу Бахт были расстреляны. Британцы объявили о ликвидации Могольской империи.

## Ссылка
Бахадур-шах был арестован, предан суду и приговорен к ссылке. После решения британского суда о высылке Бахадур Шаха в Бирму, которое было принято 9 марта 1858 года, падишах был привезен в Рангун из Калькутты на военном корабле «Магара» и размещен в небольшом деревянном доме. С ним приехала его жена Зинат Махал и два сына, 17-летний Мирза Дживан Бхакт (с 15-летней женой Шах Замани) и 13-летний Мирза Шах Аббас.

## Смерть
87-летний Бахадур Шах скончался в ноябре 1862 года в Рангуне. Место его захоронения было засекречено англичанами. Только в 1991 году его могила была случайно найдена.

## Творчество
Падишах Бахадур Шах II также вошёл в историю как знаменитый поэт на языке урду. Три его стихотворения, переведённые на русский язык В. Микушевичем, были опубликованы в «Библиотеке всемирной литературы». 24 октября 1975 года почта Индии выпустила почтовую марку, посвящённую 200-летию со дня рождения Бахадура Шаха Зафара. На ней представлены строки на урду из его стихотворения (Sc #701).